# Evropská silnice E014
Evropská silnice E014 je mezinárodní silniční trasa třídy B, která se nachází pouze v Kazachstánu. Vede mezi městy Usharal a Dostyk. Její celková délka je 164 km.

## Trasa

### KazachstánKazachstán
Usharal – Dostyk